# Bliss (filme)
Bliss é um curta-metragem norte-americano de 1917, do gênero comédia, dirigido por Alfred J. Goulding e estrelado por Harold Lloyd.

## Elenco
- Harold Lloyd - Harold
- Snub Pollard - Snub
- Bebe Daniels - Garota
- W.L. Adams
- William Blaisdell
- Sammy Brooks
- Lottie Case
- Billy Evans
- William Gillespie
- Sadie Gordon
- Charles Grider
- Arthur Harrison
- Clyde E. Hopkins
- Oscar Larson
- Gus Leonard
- Belle Mitchell
- Hazel Powell
- Hazel Redmond
- Zetta Robson
- Dorothy Saulter
- Nina Speight
- William Strohbach
- Lillian Sylvester
- David Voorhees